# CV-15

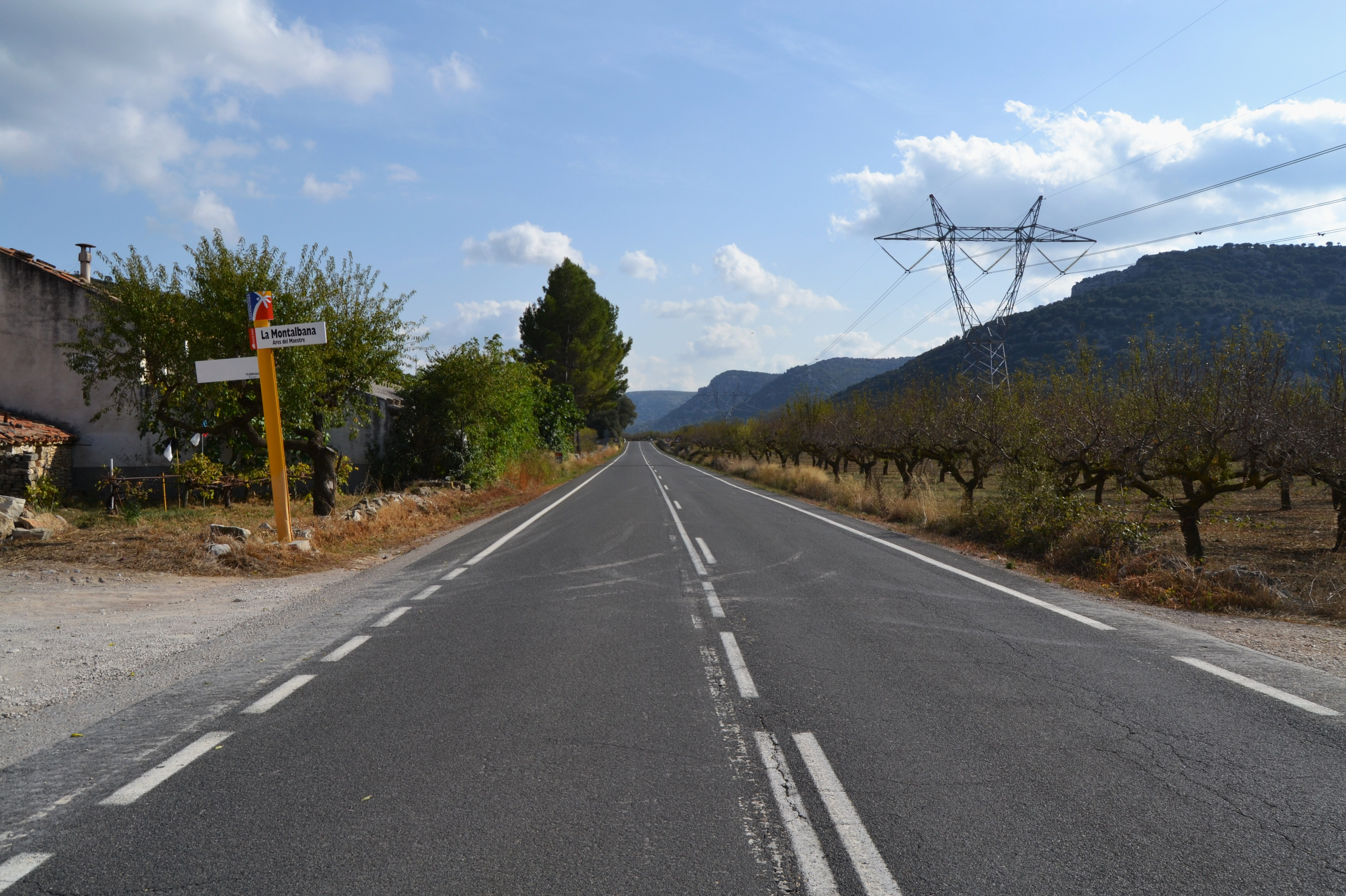
Carretera CV-15 al seu pas per la Montalbana.

La carretera CV-15 (o La Pobla Tornesa - Vilafranca) comunica la CV-10, al seu pas per la Pobla Tornesa amb Vilafranca i la província de Terol, a l'altura del municipi d'Iglesuela del Cid.

## Nomenclatura

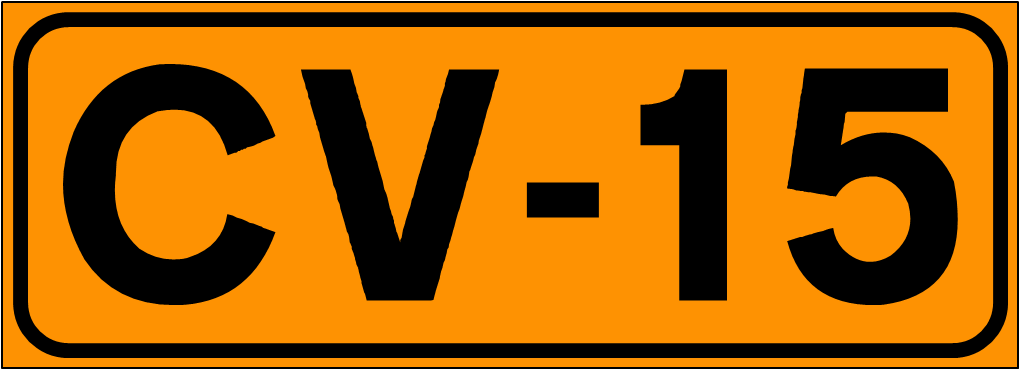
Indicador

La carretera CV-15 pertanany a la Xarxa de carreteres de la Generalitat Valenciana. El seu nom està format per: CV, que indica que és una carretera autonòmica del País Valencià; i el 15 és el número que rep segons l'ordre de nomenclatures de les carreteres del País Valencià.

## Història
Antigament, la CV-15, no existia com a tal, sinó que era la unió de diferents carreteres comarcals que comunicaven Castelló de la Plana amb l'interior. Després de l'actualització de nomenclatures, aquesta carretera s'ha quedat sols com la connexió amb l'interior des de la CV-10.
En el 2004/2005, fou renovat l'asfalt de tota la carretera, entre la Pobla Tornesa i Albocàsser.

## Traçat actual
La CV-15 comença a la redona on posa fi l'Autovia de la Plana, en el terme municipal de la Pobla Tornesa. A partir d'eixe punt, la CV-15 fa el seu traçat cap a l'oest, direcció a la Vall d'Alba. Fins que arriba a eixe municipi, on gira sentit nord-oest, direcció Albocàsser, on torna a girar en sentit oest per a anar a donar a Ares del Maestrat i així amb Vilafranca i el límit amb l'Aragó.

## Recorregut
| Velocitat      | Eixides a la dreta                    | Esquema             | Eixides a l'esquerra                          | Notes             |
| -------------- | ------------------------------------- | ------------------- | --------------------------------------------- | ----------------- |
|                | Cabanes Sant Mateu                    | Inici de carretera  | Borriol Castelló                              |                   |
| Limitació a 60 |                                       | Eixida a l'esquerra | CV-1600 La Pobla Tornesa Polígons industrials |                   |
| Limitació a 60 |                                       | Eixida a l'esquerra | CV-160 Vilafamés Polígons industrials         |                   |
| Limitació a 90 |                                       | Eixida a l'esquerra | Polígons industrials                          |                   |
| Limitació a 60 | LA MONTALBA                           | Travessia           | LA MONTALBA                                   |                   |
| Limitació a 40 | CV-159 Cabanes Polígons Industrials   | Trencall            | CV-159 Vilafamés Les Useres                   |                   |
| Limitació a 60 |                                       | Eixida a l'esquerra | La Vall d'Alba                                |                   |
| Limitació a 40 | CV-156 Benlloch Polígons Industrials  | Trencall            | La Vall d'Alba                                |                   |
| Limitació a 60 |                                       | Eixida a l'esquerra | CV-162 La Barona Vilafamés                    |                   |
| Limitació a 60 | LA PELEJANETA                         | Travessia           | LA PELEJANETA                                 |                   |
| Limitació a 60 |                                       | Eixida a l'esquerra | CV-170 Atzaneta Vistabella                    |                   |
| Limitació a 50 | ELS IBARSOS                           | Travessia           | ELS IBARSOS                                   |                   |
| Limitació a 50 |                                       | Eixida a l'esquerra | Culla                                         |                   |
| Limitació a 40 | Polígons Industrials                  | Trencall            |                                               |                   |
| Limitació a 60 | ELS ROSILDOS                          | Travessia           | ELS ROSILDOS                                  |                   |
| Limitació a 60 | CV-155 La Serra d'En Galceran         | Eixida a la dreta   |                                               |                   |
| Limitació a 60 | SANT PAU                              | Travessia           | SANT PAU                                      |                   |
| Limitació a 60 |                                       | Eixida a l'esquerra | CV-166 La Torre d'En Besora Culla             |                   |
| Limitació a 60 | CV-164 Albocàsser                     | Eixida a la dreta   |                                               |                   |
| Limitació a 90 | CV-129 Albocàsser centre penitènciari | Eixida a la dreta   |                                               |                   |
| Limitació a 90 |                                       | Eixida a l'esquerra | CV-165 Vilar de Canes La Torre d'En Besora    |                   |
| Limitació a 90 | CV-128 Catí                           | Eixida a la dreta   |                                               |                   |
| Limitació a 90 |                                       | Eixida a l'esquerra | CV-168 Vilar de Canes                         |                   |
| Limitació a 90 |                                       | Eixida a l'esquerra | CV-166 Benassal                               |                   |
| Limitació a 90 | LA MONTALBANA                         | Travessia           | LA MONTALBANA                                 |                   |
| Limitació a 60 | Coll d'Ares (1260 m)                  | Port de muntanya    | Coll d'Ares (1260 m)                          | Perill, neu o gel |
| Limitació a 60 | CV-1260 Ares                          | Eixida a la dreta   |                                               |                   |
| Limitació a 60 | CV-12 Castellfort Morella             | Eixida a la dreta   |                                               |                   |
| Limitació a 60 | Port de Vilafranca (1000 m)           | Port de muntanya    | Port de Vilafranca (1000 m)                   | Perill, neu o gel |
| Limitació a 90 |                                       | Eixida a l'esquerra | CV-167 Benassal                               |                   |
| Limitació a 50 | VILAFRANCA                            | Travessia           | VILAFRANCA                                    |                   |
| Limitació a 50 | MARE DE DÉU DEL LLOSAR                | Travessia           | MARE DE DÉU DEL LLOSAR                        |                   |
| Limitació a 90 |                                       | Eixida a l'esquerra | CV-173 Mosquerola                             |                   |

### Principals enllaços
- CV-10 La Pobla Tornesa
- CV-160 Vilafamés
- La Montalba
- La Vall d'Alba
- La Pelejaneta
- Els Ibarsos
- Els Rosildos
- Ermita de Sant Pau d'Albocàsser
- CV-164 Albocàsser
- CV-165 Vilar de Canes
- CV-128 Catí
- CV-166 Benassal
- Coll d'Ares
- CV-1260 Ares del Maestrat
- CV-12 Morella
- CV-124 Castellfort
- Vilafranca
- CV-173 Mosquerola

## Actuacions sobre la CV-15

### Actuacions realitzades
- A principis de 2008, la Conselleria d'Infraestructures va dur a terme la remodelació d'aquesta carretera al tram de travessia de Els Ibarsos, permetent la seua integració al municipi com una via més, i la construcció de voreres i diferents passos de zebra elevats per a disminuir la velocitat dels vehicles al seu pas per la travessia.[1][2]

### Futures actuacions
- La CV-15 serà convertida en autovia entre La Pobla Tornesa i La Vall d'Alba (14 quilòmetres), i millorada i elevada a la velocitat de 100 quilòmetres per hora des de La Vall d'Alba, Ares, i mitjançant la millora de la CV-12, fins a Morella (73 quilòmetres). A més, es construirà un túnel de 3 quilòmetres per a salvar el Coll d'Ares.[3]